# Westers boeddhisme
Westers boeddhisme is een verzamelterm voor de verschillende boeddhistische stromingen die zijn ontstaan in de westerse wereld. Kenmerkend voor het boeddhisme in het Westen is de opkomst van groeperingen die, hoewel ze putten uit het traditionele boeddhisme, een eigen stijl van boeddhistische beoefening ontwikkelen.

## Geschiedenis
In de klassieke oudheid vonden de eerste ontmoetingen tussen het boeddhisme en de westerse cultuur plaats, zoals blijkt uit de Grieks-boeddhistische kunst. In de Middeleeuwen vonden de eerste ontmoetingen tussen Europeanen en boeddhisten plaats toen de franciscaanse monnik Willem van Ruysbroeck in 1253 door de Franse koning Lodewijk IX als ambassadeur naar het Mongoolse hof van Mongke werd gestuurd. 
Echte interesse voor het boeddhisme ontstond pas ten tijde van het kolonialisme, toen Westerse machten de kans kregen de religie en haar kunstzinnige uitingsvormen nauwkeurig te observeren. Het boeddhisme kreeg in de 19e eeuw bekendheid in Europa door missionarissen. Halverwege de 19e eeuw startte het wetenschappelijk onderzoek naar het boeddhisme. De Europese filosofie werd in deze periode sterk beïnvloed door de studie van de oosterse religies.
Ook het toegankelijk worden van Japan in 1853 bracht een aanzienlijke interesse teweeg in de kunstvormen en cultuur van Japan en verschafte toegang tot een van de meest bloeiende boeddhistische culturen van de wereld.
Eind 19e eeuw ontstond er belangstelling voor het boeddhisme als levenswijze, en vonden de eerste bekeringen plaats. De belangstelling groeide in de 20e eeuw bij een groter publiek in het Westen, na het mislukken van de grote sociale utopia's zoals het nationaalsocialisme en het marxisme. Na de Tweede Wereldoorlog verschoof het vooruitgangsideaal meer naar de zelfverwerkelijking, niet alleen op materieel gebied, maar ook op het spirituele vlak. In de jaren 1960 ontstond er mede daardoor massale belangstelling voor het boeddhisme in het westen, en ontstonden er lokale groepen van beoefenaren. Het boeddhisme was daarbij aantrekkelijk omdat het tolerant is, geen goddelijke autoriteit of goddelijk determinisme kent en zich bij de zoektocht naar de werkelijkheid richt op zelfonderzoek.

## Boeddhistische stromingen in het westen

### Theravada
De oudste belangstelling voor boeddhisme in het westen richtte zich op het Theravada-boeddhisme. Anno 2011 uit deze belangstelling zich met name in Vipassana-meditatie, dat voor velen geheel los is komen te staan van de oorspronkelijke boeddhistische context.

### Zen
Een tweede populaire stroming is het zenboeddhisme. Met name in de Verenigde Staten ontstond in de jaren 1950 belangstelling hiervoor.
Kleinere, op hervorming gerichte zengroepen hebben een cruciale rol gespeeld bij de verspreiding van zen in het westen: de Sanbo kyodan, waar onder andere Philip Kapleau en Hugo Lasalle zijn opgeleid, en de FAS-society, waar Ton Lathouwers mee verbonden is.
In Europa speelden Katholieke geestelijken een rol bij de overdracht van zen. Hugo M. Enomiya Lassalle was een katholieke missionaris in Japan, en verdiepte zich al voor de Tweede Wereldoorlog in zenboeddhisme. In Nederland was Han Fortmann, priester en godsdienstpsycholoog, een spil in een netwerk van oecumenische katholieken met belangstelling voor Aziatische religies.

### Tibetaans boeddhisme
Het Tibetaans boeddhisme had een exotische naam in het westen. Door de vlucht van veel Tibetanen na de inval van China in Tibet werd het Tibetaanse boeddhisme opeens toegankelijk voor de rest van de wereld. Het is nu een van de drie grootste boeddhistische stromingen in het westen.

## Westerse invulling
Het boeddhisme in het westen lijkt een eigen invulling te vinden, waarbij boeddhistische leringen gecombineerd worden met westerse romantische opvattingen over het ware zelf en zelfverwerkelijking. Ironisch genoeg is het aziatische boeddhisme dat in het westen wordt geïmporteerd zelf gevormd door het 19e-eeuwse kolonialisme en de Aziatische reactie hierop.

### Moeilijkheden
De groei van het boeddhisme in het westen is met problemen gepaard gegaan. Leraren werden vaak geïdealiseerd, hetgeen resulteerde in schandalen waarbij sprake was van seksuele verhoudingen en financieel wanbeheer.
Recentelijk wordt er in de VS geprobeerd om zulk soort ontsporingen tegen te gaan, door het opstellen van morele gedragscodes.

### Kritische studies
Het boeddhisme verkrijgt vooral bekendheid middels populaire uitgaven, maar is ook het onderwerp van serieuze en kritische, academische studies. Deze werpen vaak een ander licht op het boeddhisme en haar geschiedenis dan dit populaire beeld.

## Trivia
- Het grootste stenen beeld van de Boeddha in Europa is de Wat Dhammapateep; deze staat in een Thais boeddhistische tempel in Mechelen (België). Het boeddhabeeld is 3 meter hoog en weegt meer dan 12 ton.

## Verder lezen
- Metcalf, Franz Aubrey (1999), Zen in the West. In: Yoshinori, Takeuchi (editor)(1999), Buddhist Spirituality. later China, Korea, Japan and the Modern World. Delhi: Motilal Banarsidass Publishers Private Limited. Pagina 496-510
- McMahan, David L. (2008), The Making of Buddhist Modernism. Oxford University Press. ISBN 9780195183276